# 名鉄ワ150形貨車
名鉄ワ150形貨車（めいてつワ150がたかしゃ）とは、かつて名古屋鉄道で運用されていた木造貨車（有蓋車）である。

## 概要
- 元は1929年（昭和4年）に日本車輌製造で製造された愛知電気鉄道の10 t 積有蓋車ワ150形（ワ150 - ワ159）である。10両が製造された。ワ100形の増備車であるが、ワ100形は車体が木造に対しワ150形は車体が鉄骨木造であり、自重が約0.4 t 重く寸法もわずかに異なるため、別形式とされた。製造時より空気制動を設置しており、国鉄直通貨車として運用される。1935年（昭和10年）に名岐鉄道と愛知電気鉄道が合併し名古屋鉄道が発足すると、全車が名古屋鉄道に引き継がれる。1941年（昭和16年）にワ150形（ワ151 - ワ160）に改番する。
- 戦後は東部線で運用され、昭和30年代に更新により車体を鋼体化している。昭和40年代には全車が三河貨車組合の私有貨車となっている。
- 国鉄の貨物列車の速度がヨンサントオダイヤ改正により75 km/hに引き上げられるのに伴い、ワ150形はその条件に対応できなかったこと、また、名鉄の私有貨車制度の廃止により、1968年（昭和43年）に形式消滅となった。